# Smith & Wesson Governor
Smith & Wesson Governor короткоствольний (довжина стволу 2.75 дюйми) револьвер одинарної/подвійної дії створений на рамці Z (збільшена рамка N) та має руків'я від рамки K з легким каркасом зі сплаву скандію або неіржавної сталі.

## Конструкція
Револьвер схожий на револьвер Taurus Judge. Може стріляти набоями 2+1/2-дюйми .410 дробовими набоями, .45 Colt та .45 ACP (з використанням обойми швидкого заряджання через відсутність фланцю у пістолетних набоях).
Приціл фіксований; схожий на ті, що використовують на револьверах створених на рамці J .38 Special та .357 Magnum, а також на службових револьверах створених на рамці K. Мушка на стандартній моделі та на моделі з лазерним прицілом Crimson Trace має тритієвий нічний приціл з можливістю внесення коригувань за вітром. Барабан розраховано на шість набоїв, а через велику номенклатуру набоїв його можна споряджати набоями в режимі "мікс шість".
Для такої великої ручної зброї, Губернатор дуже легкий (вага порожнього приблизно 30 унцій) через використання сплавів у конструкції.

## Моделі
Випускають дві версії револьверів Губернатор. Перша — з "відкритим прицілом" та друга - з лазерним прицілом Crimson Trace.
Є також версія з неіржавної сталі з відкритим прицілом.